# Adolf Kiertscher

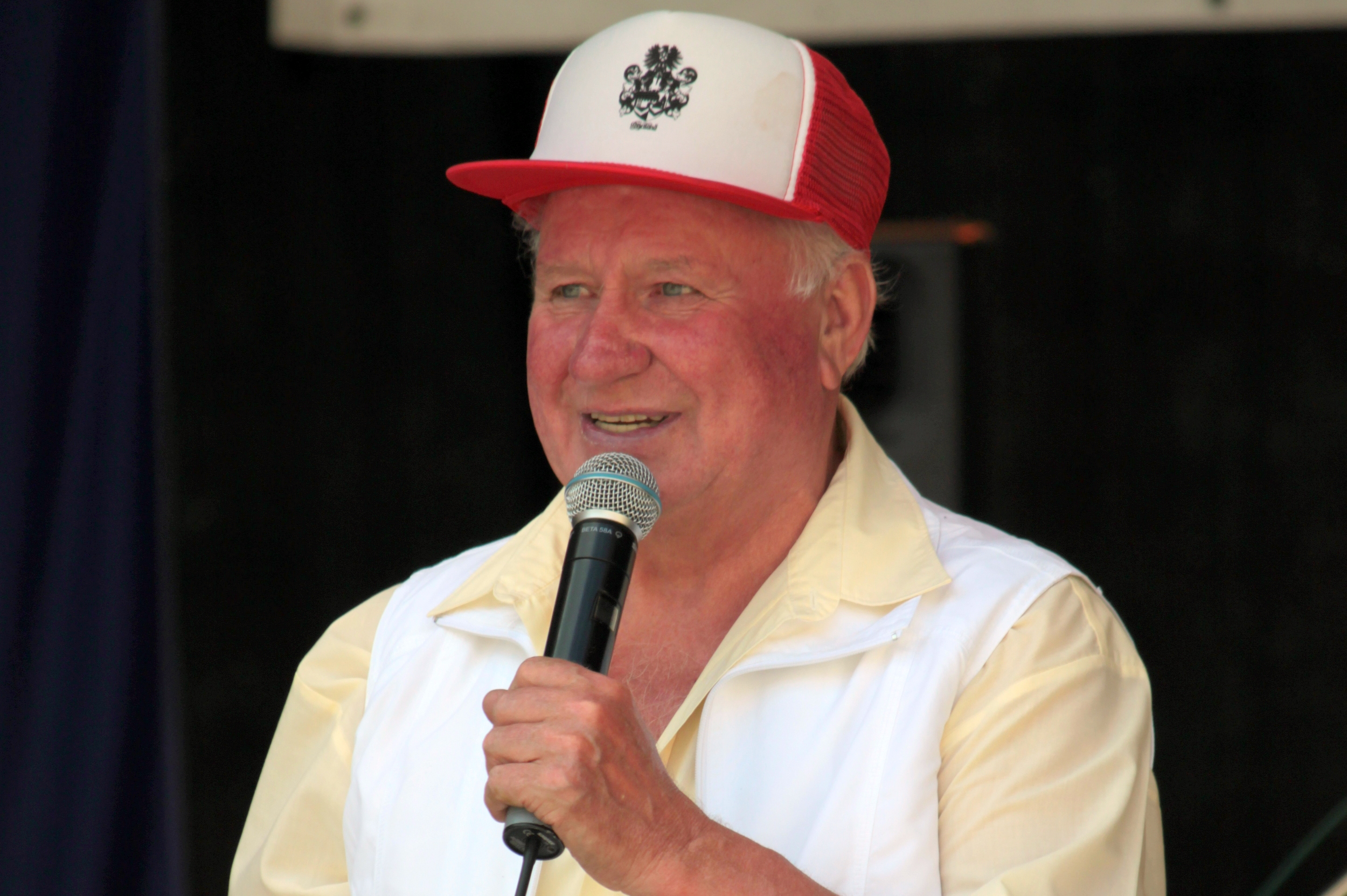
Adolf Kiertscher 2011 auf dem Bautzener Hauptmarkt

Adolf-Georg Kiertscher, geborener Hientz (* 4. Dezember 1942 in Kleinschelken, Siebenbürgen; † 24. Mai 2015) war ein deutscher Musiker, Sänger und Kapellmeister. Er leitete 45 Jahre die Kapelle Oberland.

## Leben
Kiertscher gründete 1965 die Kapelle Oberland, mit der er bei Festen aller Art Livemusik spielte. Sein Repertoire umfasste etwa 700 Stücke vom populären Schlager über Seemannslieder bis zur Volksmusik. Zum 35-jährigen Bestehen der Band im Jahr 2000 kamen 13.000 Besucher nach Wilthen. Am 30. Mai 2010 gab Kiertscher auf dem Bautzener Hauptmarkt sein Abschiedskonzert mit der Kapelle Oberland in der Besetzung Andreas Kahle, Arndt Richter, Peter Hempel und Uwe Sachse. Dabei übergab er die Leitung der Kapelle an Olaf Hoffmann, der sie unter dem neuen Namen Olaf und die Oberländer weiterführt. Kiertscher hatte mit der Kapelle Oberland über 16.000 Auftritte und spielte 21 CDs ein. Besondere Bekanntheit erlangte er mit seiner Interpretation von Sierra madre. Kiertscher lebte in Wilthen.
Im Ruhestand trat Kiertscher noch bei privaten Feiern und Verkostungen der Wilthener Weinbrennerei mit Keyboard, Trompete und Akkordeon auf. Außerdem betrieb er eine Künstlervermittlung. Durch einen Schlaganfall verlor Kiertscher 2013 seine Stimme. Zwei Jahre später starb er an den Folgen seiner Erkrankung.
Er war verheiratet mit Rosina Maria Kiertscher und hatte eine Tochter.

## Diskografie
21 CDs wurden mit der Kapelle Oberland veröffentlicht.

## Filmografie
- René Römer: Der König der Herzen. Adolf Kiertscher und seine Kapelle Oberland[4]